# Венера-6

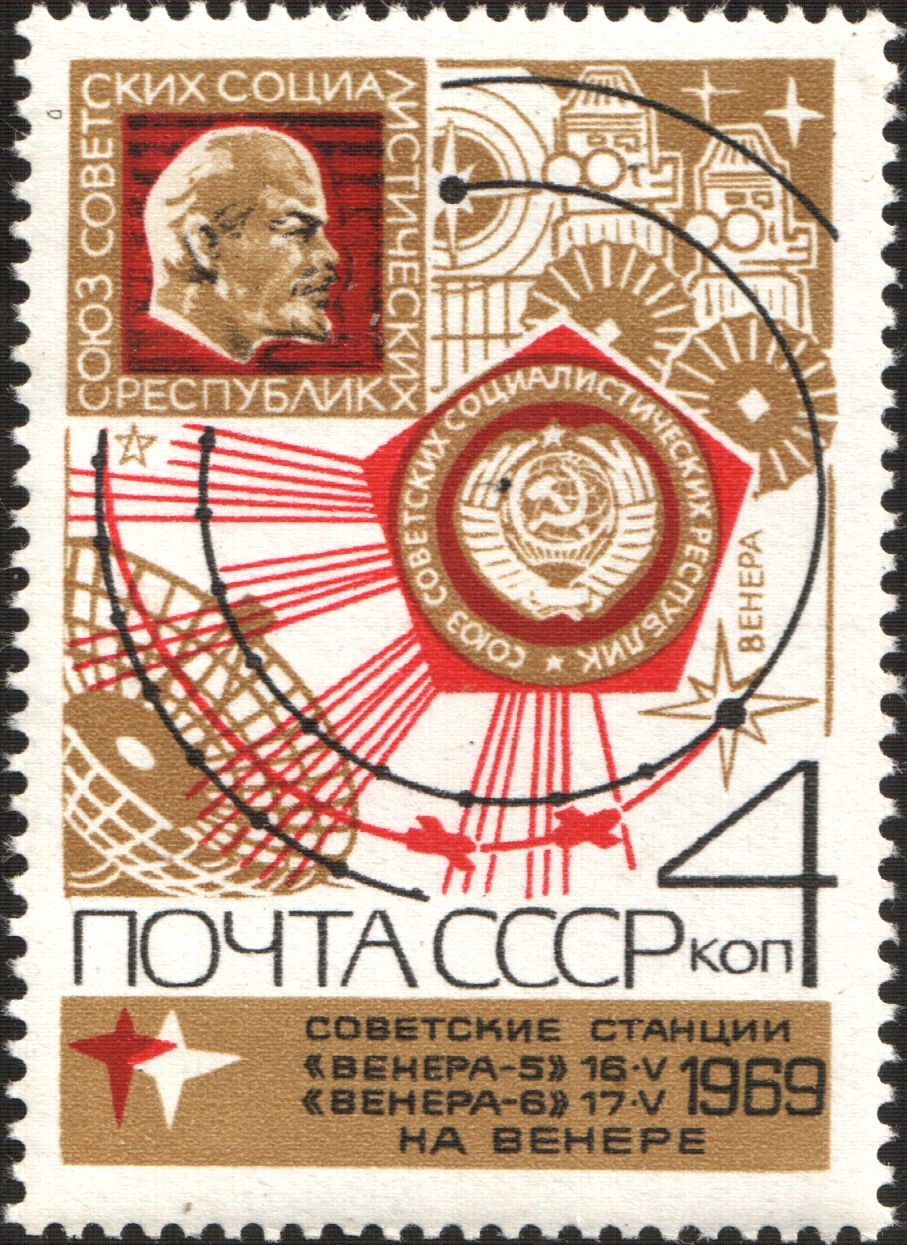
Поштова марка СРСР. 1969. «Венера-5», «Венера-6»

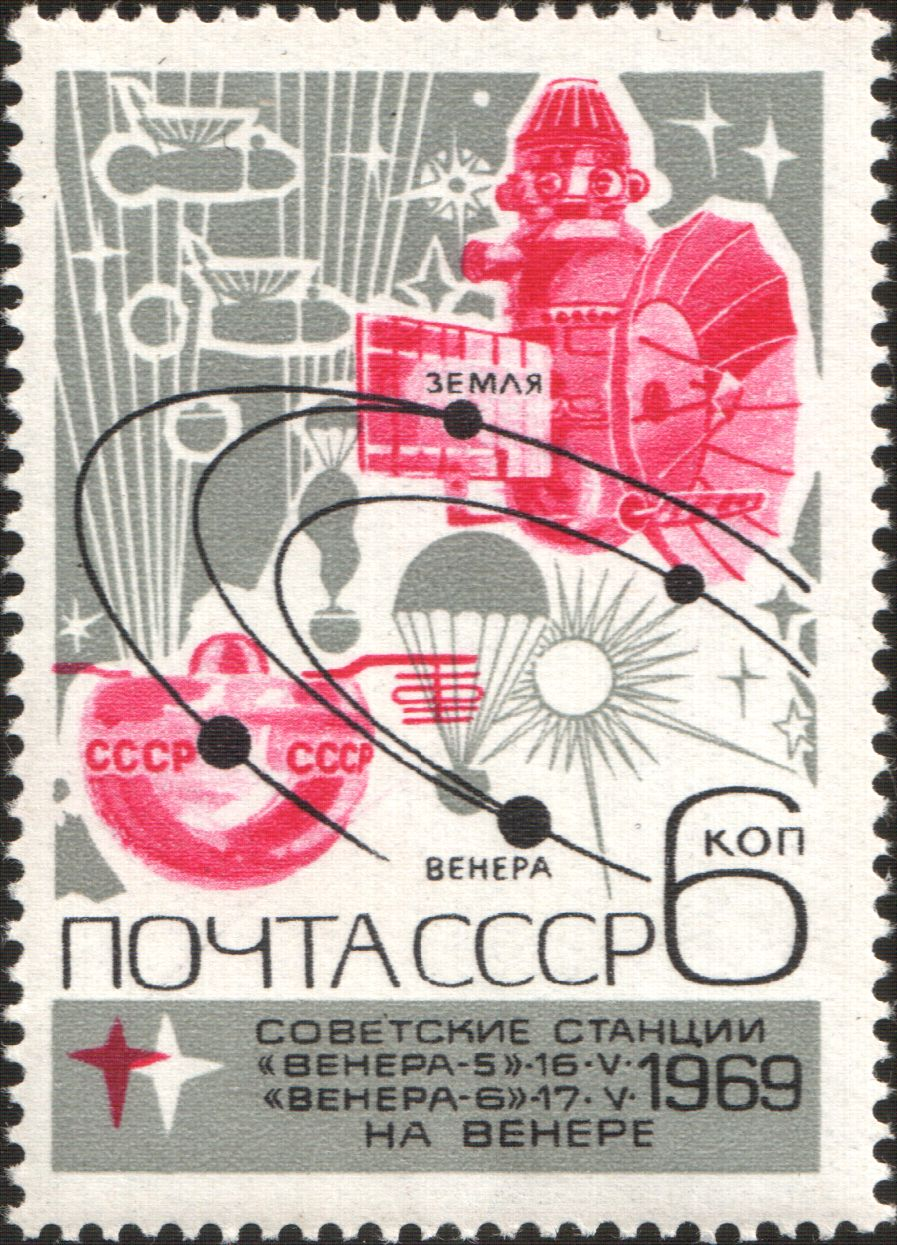
Поштова марка СРСР. 1969. «Венера-5», «Венера-6»

«Венера-6» — радянська автоматична науково-дослідна космічна станція.

## Технічні дані
- Дата старту 10 січня 1969 року 8 годин 51 хвилина 527,196 секунди за київським часом
- Ракета-носій: «Молнія-М» з розгінним блоком ВЛ
- Маса КА: 1130 кг
- Маса спускного апарата: 410 кг

Автоматична міжпланетна станція (АМС) «Венера-6» була створена на Машинобудівному заводі імені С. А. Лавочкіна.
Конструкція АМС «Венера-6» була повністю аналогічна конструкції АМС «Венера-5».

## Мета запуску
Метою запуску автоматичної станції «Венера-6» було — доставка спускного апарата в атмосферу планети Венера і вивчення фізичних параметрів і хімічного складу атмосфери.
Це був одночасний політ двох аналогічних за конструкцією автоматичних станцій: «Венера-5» і «Венера-6». «Венера-5» стартувала на п'ять діб раніше «Венери-6». До планети Венера, станція «Венера-5» долетіла на одну добу раніше станції «Венера-6».

## Склад наукової апаратури

### Орбітальний апарат
- прилад КС-18-3М для вивчення потоків космічних частинок
- прилад ЛА-2У для визначення розподілу кисню і водню в атмосфері планети

### Апарат приземлення
- датчики тиску типу МДДА-А для вимірювання тиску атмосфери в діапазоні від 100 до 30 000 мм рт. ст. (0,13-40 атм)
- газоаналізатори Г-8 для визначення хімічного складу атмосфери
- прилад ВИП для визначення щільності атмосфери за висотою
- ФО-69 для вимірювання освітленості в атмосфері
- ИС-164Д для визначення температури атмосфери за висотою.

## Перебіг космічної експедиції
«Венера-6» була запущена з космодрому Байконур 10 січня 1969 року о 8 годині 52 хвилини київського часу.
16 березня 1969 року було проведено корекцію орбіти станції, яка в цей час знаходилася на відстані 15,535 млн км від Землі.
17 березня 1969 року, через 127 доби після старту (через добу після станції «Венера-5»), станція «Венера-6» досягла планети Венера. Вхід в атмосферу планети Венера відбувся з нічного боку на відстані, близько, 300 км від місця входження в атмосферу станції «Венера-5». Координати точки входження в атмосферу Венери: 5° південної широти, 23° східної довготи.
Після відокремлення спускного апарата було розкрито парашут. Протягом спуску, який тривав 50 хвилин, радіовисотомір передав два значення висоти над поверхнею: 32,1 і 21,2 км.
Під час спуску проводилися вимірювання температури, тиску, освітленості і хімічного складу атмосфери. Діапазон температурних змін склав: від 25 до 320 °C, а тиску від 0,5 до 27 атмосфер, діапазон висоти від 55 до 18 км.
Під час спуску двічі виконувався забір проб для аналізу складу атмосфери. Перший раз аналіз складу атмосфери виконувався при тиску 2 атмосфери і температурі близько 85 °C. Другий раз — 10 атмосфер і 225 °C.
Загалом за час спуску було проведено понад 70 вимірювань тиску і понад 50 вимірювань температури. При порівнянні показників вимірювань, зроблених станціями «Венера-5» і «Венера-6» були зафіксовані відмінності з висоти при аналогічних значеннях тиску та температури. Це пояснювалося відмінностями (приблизно 13 км) висоти рельєфу поверхні планети в місцях спуску апаратів, відстань між якими становила декілька сотень кілометрів.
Аналіз складу атмосфери показав, що вона складається на 97 % із вуглекислого газу, 2 % азоту, не більше 0,1 % кисню, і незначної кількості водяного пару.
Фотометр зареєстрував освітленість нижче допустимого значення. Проводилися також вимірювання струменів плазми («сонячного вітру») навколо планети Венера.
Апарат приземлення припинив передачу інформації на Землю, коли тиск досяг значення 27 атмосфер, це відбулося на висоті 18 км над поверхнею. Програма космічної експедиції станції «Венера-6» була повністю виконана.